# 泰語人名
泰語人名的次序與西歐相同，即先名後姓，不同於柬埔寨、越南及東亞各國的先姓後名。泰文姓名較長，且每個家族都具有獨一無二的姓氏，因此姓氏的種類十分繁多。此外泰國人在出生時還會被賦予一個音節短、方便使用的小名，其被頻繁運用在學校、工作場所等日常生活中，大部分的情況下小名比本名更優先使用，名字通常作為正式用途。
以前的暹羅人沒有姓氏。暹羅政府在拉瑪五世在位期間開始記錄包括出生、死亡日期及家庭成員等公民的資料，但因為有相同名字的人太多而難以區分。1912年，拉瑪六世建立了出生、死亡及婚姻的登記制度，隔年頒布姓氏法案，開始規定每位公民都必須擁有姓氏，他認為有名無姓會造成近親血統混亂。
根據研究，以45,665個姓名樣本作為泰語人名多樣性的衡量標準，其中有81%的姓氏具有家族指標性，另外則有35%的名字是獨一無二的。同姓的人皆來自同個家族，而名字的多樣性則是慣例。

## 姓氏
泰國人姓氏常含有積極的意義，而且較長，尤其是華裔泰國人的姓氏。例如泰国前总理他信·西那瓦（汉名丘达新），其姓氏“西那瓦”取用于1938年，意为“多多行善”。根据泰国现行人名法，泰人姓氏不能多于10个泰语字母，不包括元音符号和变音符号。该法律还规定新的姓氏不能与任何其它姓氏相仿，但这个规定在过去是无法完全落实的，因为当时并不存在電腦資料庫，因此也有极少数互相毫无关系的泰人拥有相同姓氏。為了方便區分，有些地名会以後綴的形式出现在姓氏之中。
1913年頒布的姓氏法案第六條指出：「已婚女子可以選擇從夫姓或保留其原本的姓氏」，但這項權利在1941年的個人姓名法中被剝奪，該法案第13條限制女性在婚後必須從夫姓。1962年其經過修訂，又允許離婚的女子可以恢復娘家姓，若是喪夫的寡婦則可選擇是否改回原本姓氏。2002年的個人姓名法再度恢復了已婚女子選擇是否從夫姓的權利，女性在婚姻登記時就必須決定更改與否。

## 小名
泰國人在日常生活中用小名稱呼對方，非正式的小名在出生時就被賦予，其使用的程度十分廣泛，以致有時需要透過身分證明文件才能得知一個人正式的姓名。小名通常僅有一個音節、或是由兩個音節縮減而成，可能有日常用品或顏色、樂器等意義。除非是本名的縮略語，否則小名和本名幾乎沒有關聯。所有泰國人都有自己的小名，有時也被同事或朋友取額外的綽號，其可能和某些身體特徵或行為有關。
泰國小名的歷史可追溯到素可泰王國時代，當時人們用名字來標記孩子的出生順序，比如以Ai（อ้าย）、Yee（ยี่）和Sam（สาม）命名兒女為一、二、三。後來到了阿瑜陀耶王國和拉達那哥欣王國時期，人們開始以身體特徵或理想的物品命名，例如Daeng（แดง，紅）及Thong（ทอง，黃金）。相反地一些不討喜的暱稱諸如Mah（หมา，狗）、Moo（หมู่，猪）或Gop（กบ，青蛙）則被用來防止惡靈對孩子們的覬覦。人民也因拉瑪四世而產生依據古代經文Namtaksapakorn中概述的占星術原則為嬰兒命名的興趣。鑾披汶·頌堪統治時引入了基於性別的命名方式，「-sak（-ศักดิ์，權威）」、「-chai（-ชัย，勝利）」和「-yot（-ยอด，頂峰）」結尾的名字適用於男嬰，「-porn（-พร，禮物）」或「-sri（-ศรี，榮耀）」適用於女嬰。21世紀後命名雖然很大程度仍依賴占星術信仰，但也會隨著潮流與時俱進。
受到西洋文化影響，近代的泰國父母為兒女取英文小名的現象越來越普遍，一項調查顯示，泰國高達五成六的小學生使用英文名字，中學生有四成，大學生則僅占百分之六。泰國文化部為了多加推廣傳統的泰語小名，曾經將數千個小名案例收集成冊，供普通家庭參考。

## 稱謂
過去男女以不同的稱謂區分，Nai（นาย）或Ay（ไอ้）被用在男性名字之前，婦女的名字前則是使用Am daeng（อําแดง）或Ii（อี）。此為約定俗成的習慣，法律並無強制規定。
1917年，拉瑪六世頒布了有關婦女稱呼的法案。該法明定兩個新的稱謂形式：未婚婦女的Nangsao（นางสาว）和已婚婦女的Nang（นาง）。女子一旦結婚，餘生就必須在名字前使用「Nang」的稱謂，若離婚或喪偶亦然。這種稱呼方式僅適用於平民，王室及貴族並不在規定範圍內。2008年此法案重新頒布，更改為已婚或離婚婦女可自行決定使用Nang還是Nangsao作為稱謂。
而今日泰國人會在對方的名字之前加上禮貌性的稱謂Khun（คุณ），此稱謂則是男女通用。

## 外部連結
- Peansiri Vongvipanond. . This paper was presented to a workshop of teachers of social science organized by the University of New Orleans (Summer 1994). Thai Lanuguage Audio Resource Center. 2009-09-27  [2013-01-05]. （原始内容存档于2013-01-05）.